# Ernest Ngeno
Ernest Ngeno (20 maggio 1995) è un maratoneta keniota.

## Competizioni internazionali
2013
- 12º alla Maratona di Eindhoven ( Eindhoven) - 2h16'12"

2014
- Argento alla Maratona di Torino ( Torino) - 2h10'01"

2015
- Oro alla Maratona di Hengshui ( Hengshui) - 2h07'47"
- Oro alla Yellow River Estuary International Marathon ( Dongying) - 2h11'47"

2016
- Oro alla Milano Marathon ( Milano) - 2h08'16"

2017
- Argento alla Maratona di Shanghai ( Shanghai) - 2h08'38"
- Bronzo alla Maratona di Lanzhou ( Lanzhou) - 2h12'24"

2018
- Bronzo alla Maratona di Parigi ( Parigi) - 2h06'41"
- Argento alla Maratona di Lanzhou ( Lanzhou) - 2h12'32"

2019
- 4º alla Maratona di Dalian ( Dalian) - 2h11'46"

2021
- 6º alla Maratona di Lagos ( Lagos) - 2h17'44"

2022
- 9º alla Maratona di Roma ( Roma) - 2h09'54"